# Masia de Sant Romà de la Clusa
La Masia de Sant Romà de la Clusa és un edifici del municipi de Castell de l'Areny (Berguedà) inclosa en l'Inventari del Patrimoni Arquitectònic de Catalunya.

## Descripció
Es tracta d'una masia de tipus tradicional estructurada en tres crugies organitzades en planta baixa i tres pisos superiors. La coberta és a dues aigües amb teula àrab amb el carener perpendicular a la façana principal, orientada a migdia. La planta és gairebé quadrada, amb les obertures alindades, distribuïdes de forma ordenada, donant un fort caràcter simètric al conjunt. El parament és de pedres de molt diverses dimensions, desordenat i unit amb morter, posant a les cantonades els carreus de majors dimensions. La porta és un arc de mig punt adovellat, alineat amb la gran finestra de l'últim pis, també un arc de mig punt. La masia aprofita el desnivell del sòl i està envoltada de corrals i pallisses, formant un harmoniós conjunt, al costat de l'església romànica de St. Romà de la Clusa.

## Història
El lloc de la Clusa apareix molt aviat en la documentació. En l'acta de consagració de St. Llorenç prop de Bagà i entre les moltes possessions del monestir esmenta dos masos a la Clusa (983). L'any 1336 Pere Fonollet, vescomte d'Illa i la seva muller senyora de Portella i Lluçà, concedí als homes de St. Romà de la Clusa, el bosc d'aquest lloc, reservant-se el dret de tallar, la tasca, el delme i les primícies, obligant-los a plantar anul·lament civada.
Durant el s. XV els homes de la Clusa entraren en litigi amb els dels castells de l'Areny per qüestió d'emprius dels diferents llocs. Des del segle xii la documentació registra com a testimonis diferents homes de la Clusa, possiblement residents a una primera masia que substituí a l'actual.